# Fehér pitykegomba
A fehér pitykegomba (Entoloma sericellum) a döggombafélék családjába tartozó, Európában és Észak-Amerikában honos, erdőkben, réteken élő, nem ehető gombafaj.

## Megjelenése
A fehér pitykegomba kalapja 0,4-4 cm széles, kezdetben félgömb vagy harang alakú, majd domborúan, ritkán laposan kiterül, a közepén kissé bemélyedhet. Színe fiatalon fehér, 
később a közepétől kezdve sárgássá, okkeressé változik. Felszíne nemezes, benyomottan szálas, a közepe kissé pikkelyes, néha selymesnek tűnő; idősen sima. Széle eleinte behajló, később egyenes, nem bordázott, idősen hullámos lehet.  
Húsa vékony, fehér vagy sárgás színű. Szaga gyenge, lisztes; íze nem jellegzetes.  
Közepesen sűrű lemezei - esetenként foggal - tönkhöz nőttek. Színük fehér vagy krémszínű, idősen az érett spóráktól rózsás árnyalatú.
Tönkje 2-6 cm magas és 0,2-0,4 cm vastag. Alakja hengeres vagy oldalt kissé lapított, egyenletesen vastag. Színe kezdetben fehér, majd sárgás vagy halványokkeres, a kalapnál többnyire halványabb. Csúcsa deres vagy finoman pikkelyes lehet, lejjebb sima vagy szálas. 
Spórapora rózsaszínű. Spórája szögletes, 5-8 csúcsú, mérete 8-11,5 x 6-9 µm, 

### Hasonló fajok
A selymes susulyka, a kajsza lisztgomba, a középnagy bocskorosgomba hasonlít hozzá.

## Elterjedése és termőhelye
Európában és Észak-Amerikában honos. Közép-Európában gyakori.
Lomberdőkben, réteken egyaránt előfordul a fű vagy moha között. Júliustól novemberig terem. 

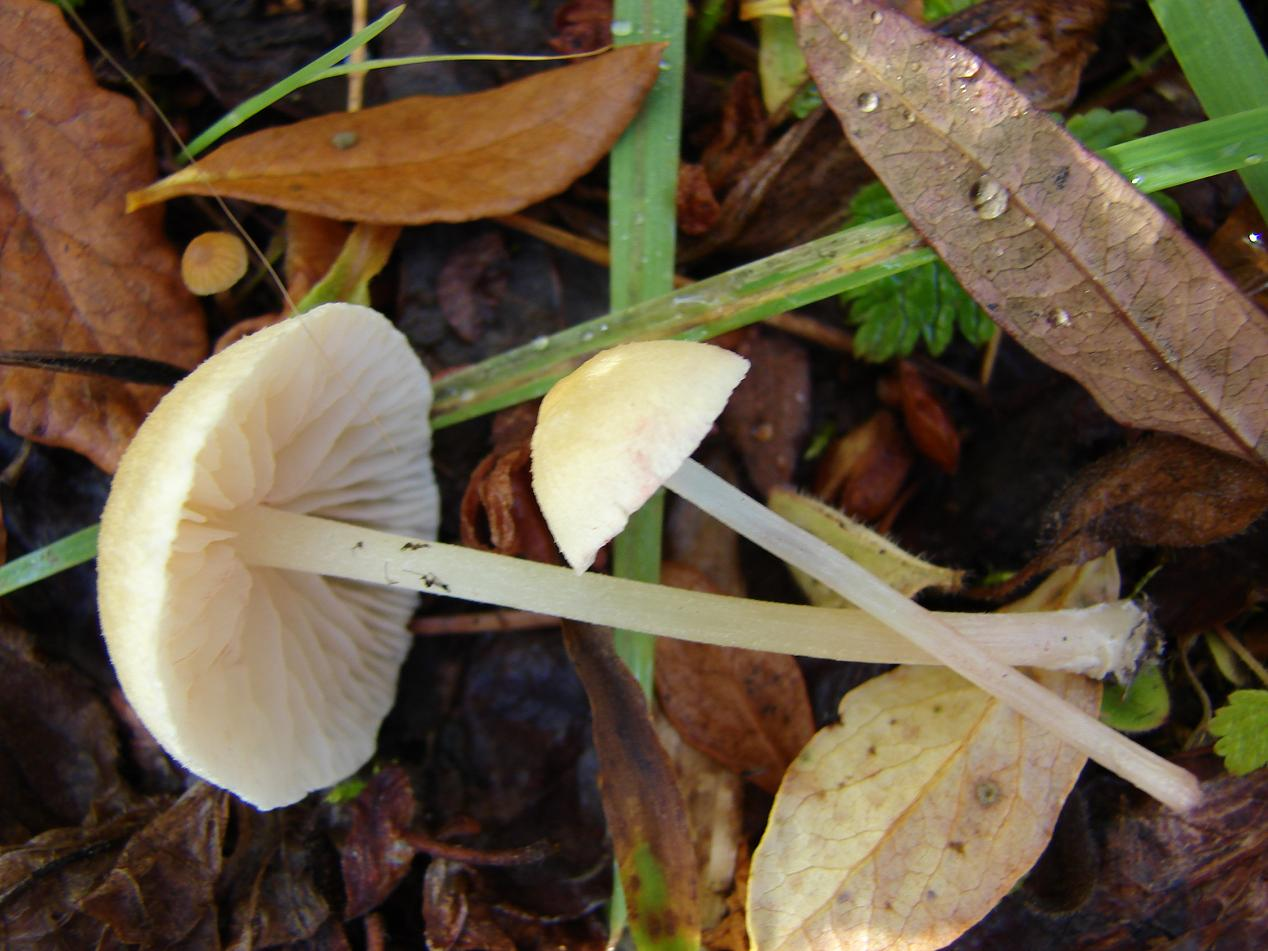
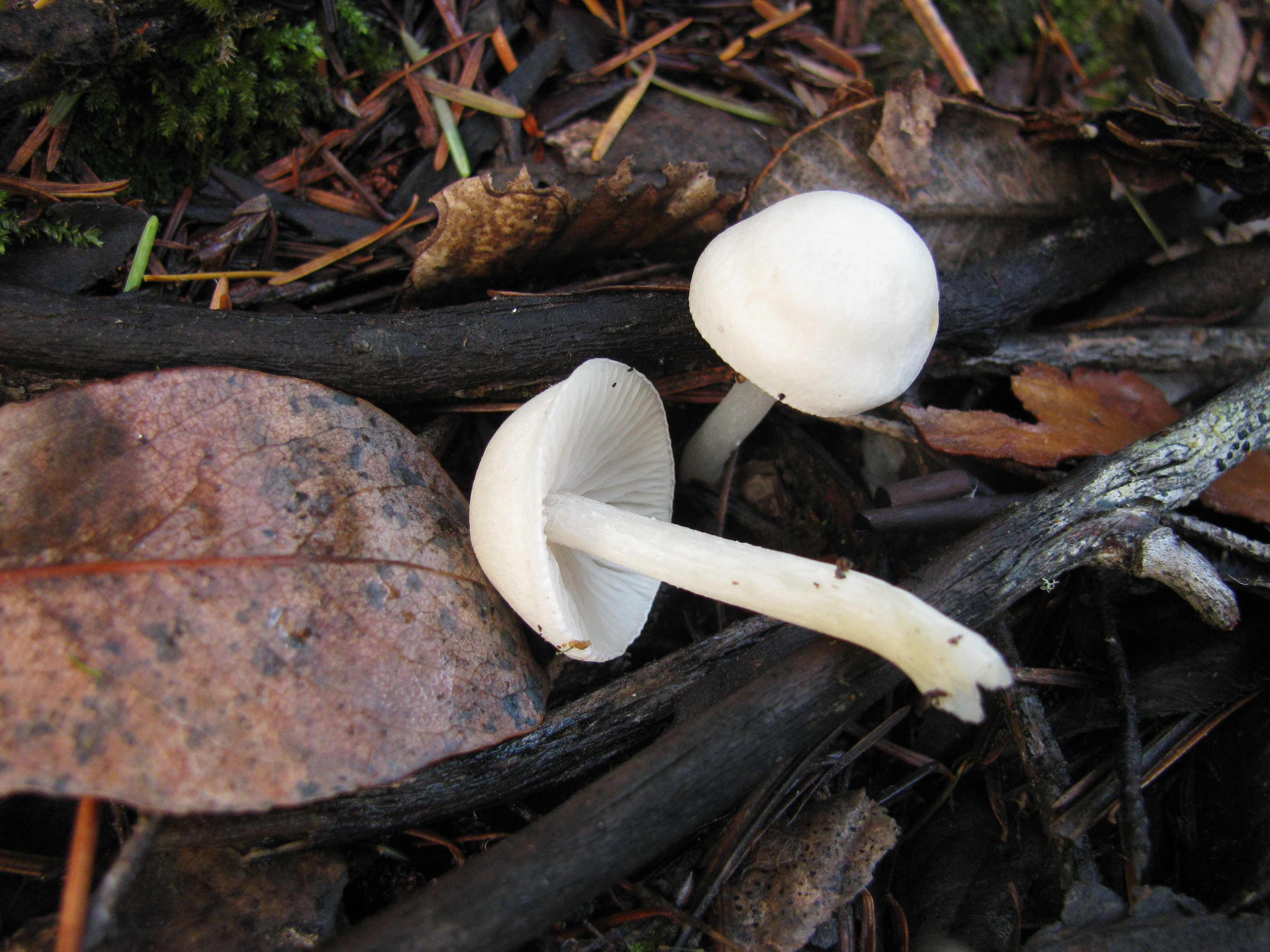
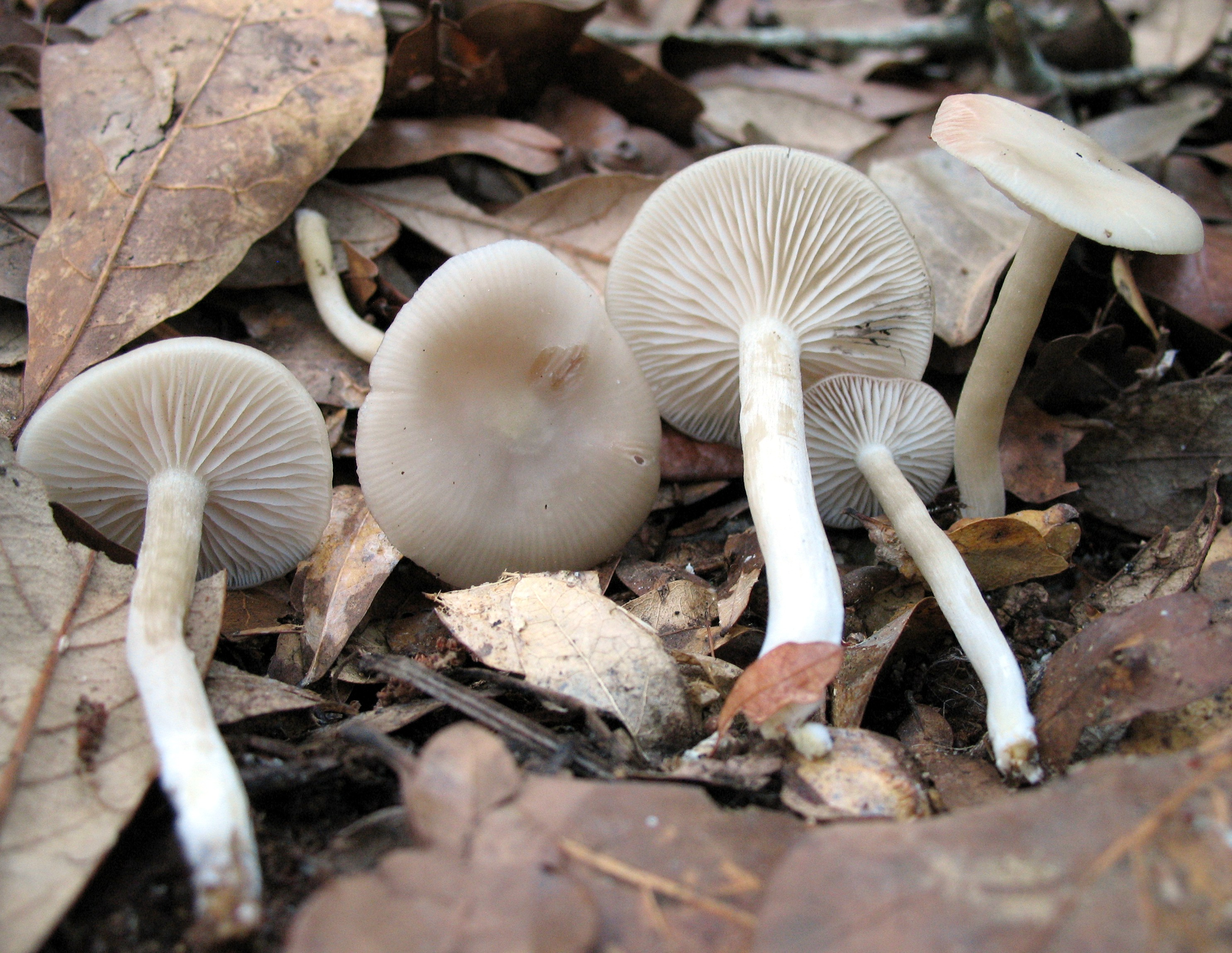
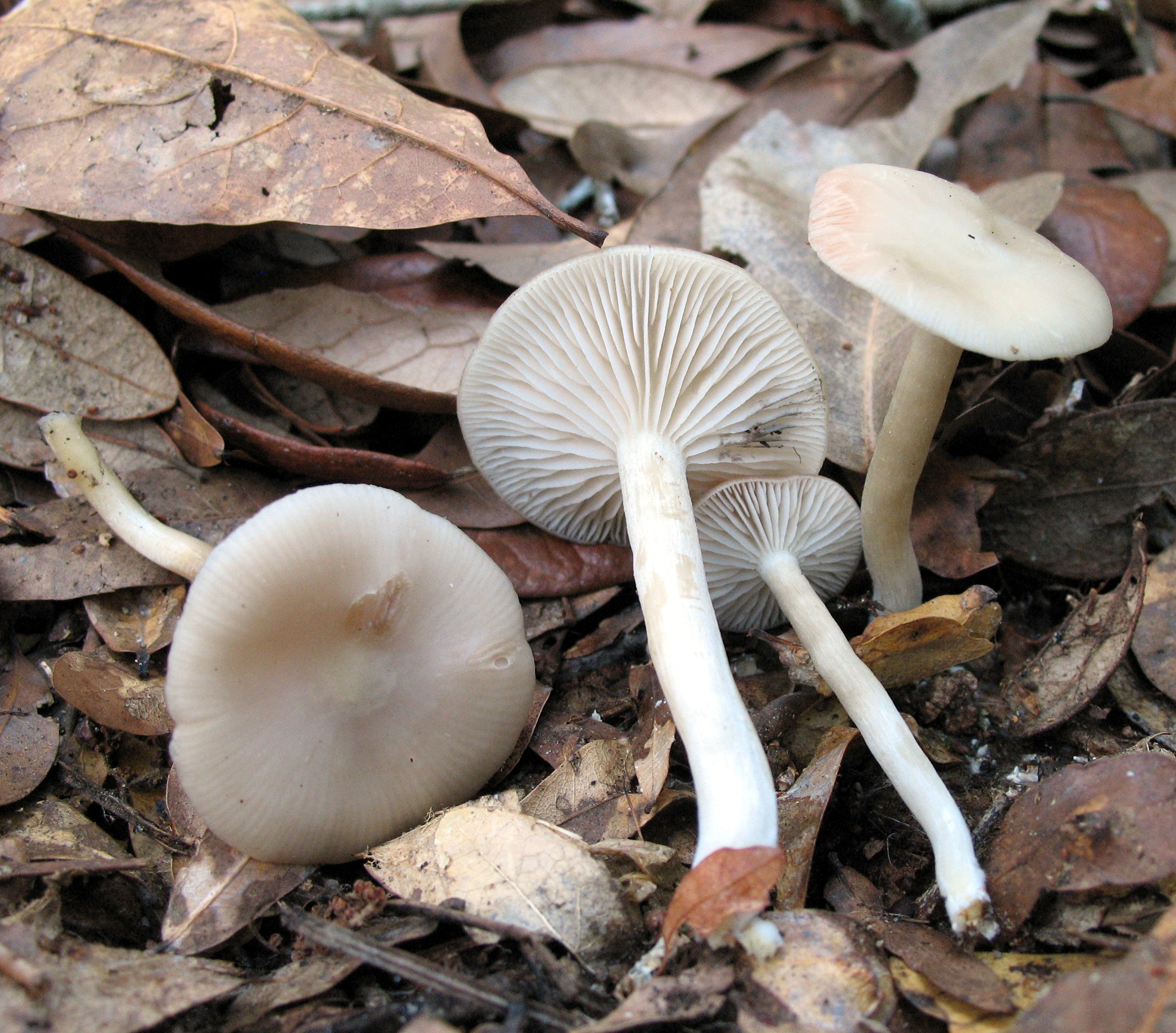
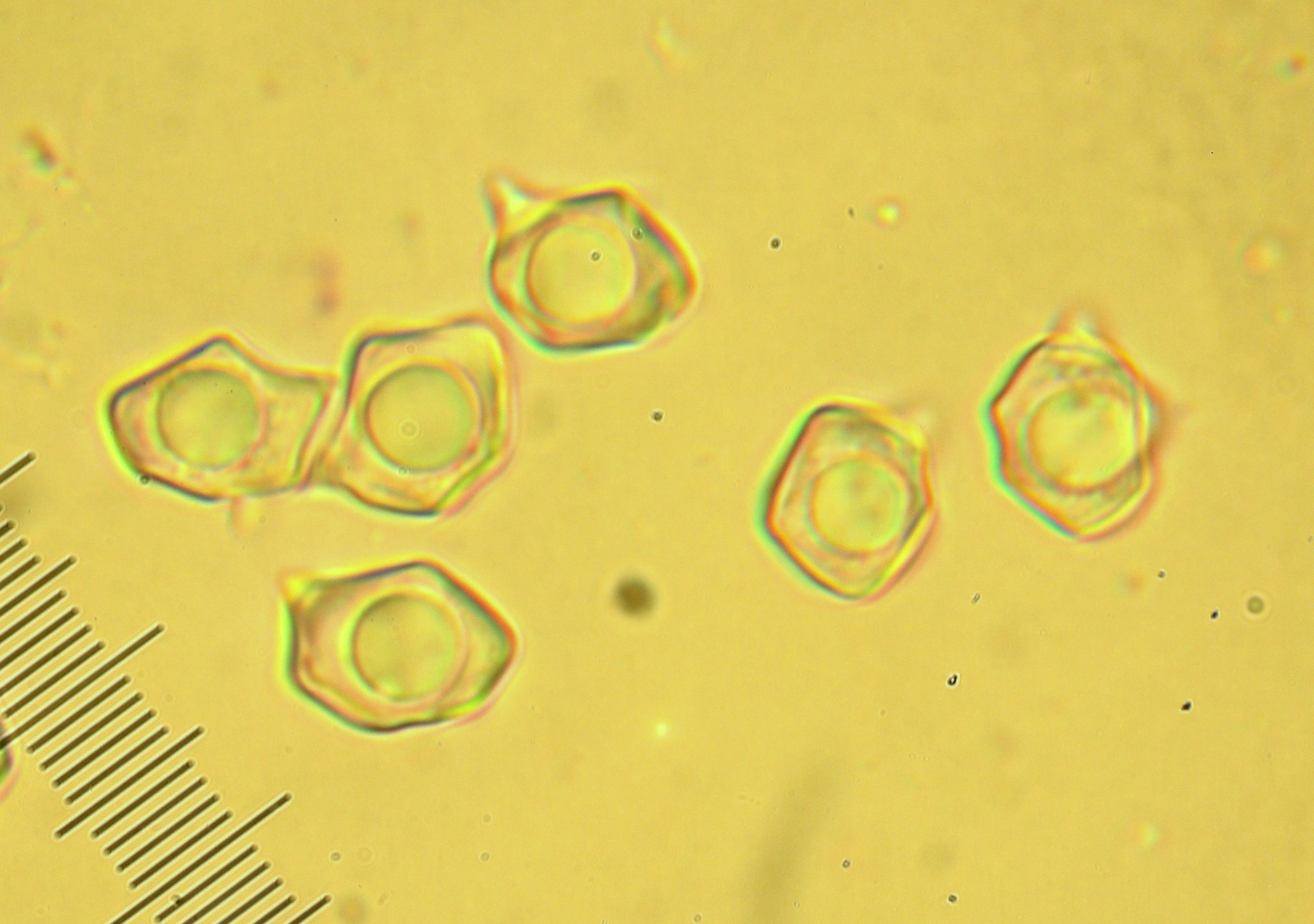

Nem ehető.